# Ordem da Fénix (Grécia)
A Ordem da Fénix é uma ordem honorífica da República Helénica.

## História
A Ordem da Fénix foi criada em 1926 pela Segunda República Helênica para substituir a Ordem de Jorge I, pois esta última era considerada como intimamente relacionada com a monarquia grega. A Constituição Grega de 1927 proibia os cidadãos gregos de receberem honras, pelo que a ordem visava premiar os estrangeiros. Após a restauração da monarquia em 1935, os cidadãos gregos puderam novamente receber honras e ordens. Actualmente a Ordem é atribuída a cidadãos que se destaquem nos domínios da administração pública, ciência, comércio, indústria, artes e letras. A Ordem também é concedida a estrangeiros que tenham contribuído para o prestígio e progresso da Grécia nos campos acima mencionados.

## Estrutura
A Ordem da Fénix compreende cinco classes:
- Grã-cruz ('Μεγαλόσταυρος') - usa o distintivo da Ordem numa faixa colocada sobre o ombro direito e a estrela da Ordem no peito, à esquerda;
- Grande-comendador ('Ανώτερος Ταξιάρχης') - usa o emblema da Ordem num colar e a estrela da Ordem no peito, à direita;
- Comendador ('Ταξιάρχης') - usa o distintivo da Ordem num colar;
- Oficial ou Cruz-de-ouro ('Χρυσούς Σταυρός') - usa o distintivo numa fita no lado esquerdo do peito;
- Membro ou Cruz-de-prata ('Αργυρούς Σταυρός') - usa o distintivo numa fita no lado esquerdo do peito.

## Insígnia

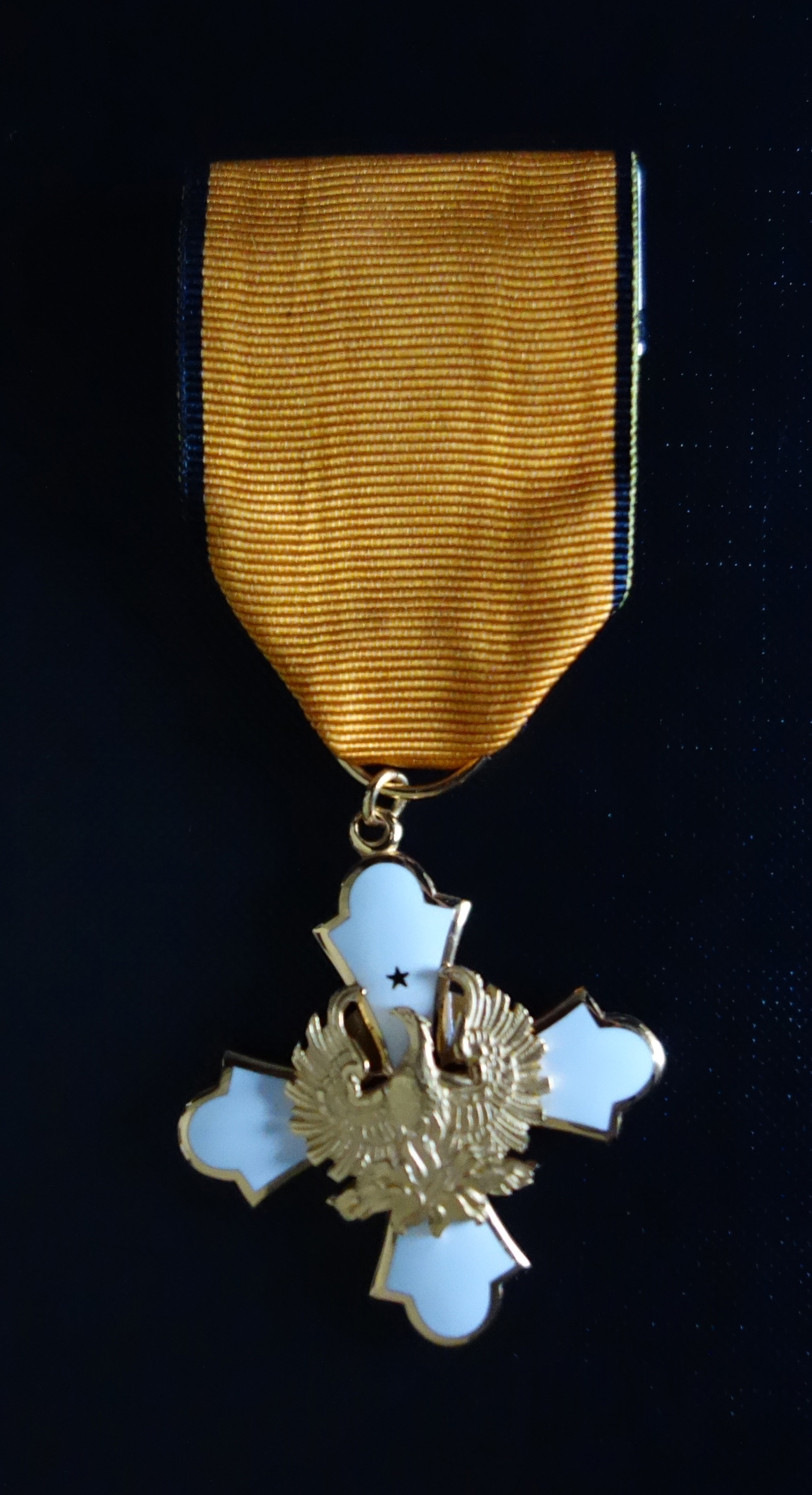
Foto em detalhe da Ordem da Fénix

A insígnia da Ordem da Fénix consiste numa cruz esmaltada de branco em cujo centre há um relevo de uma fénix renascida do fogo. No centro do braço superior da cruz há uma pequena estrela dourada de cinco pontas. Na parte de trás da cruz está inscrito: ΕΛΛΗΝΙΚΗ ΔΗΜΟΚΡΑΤΙΑ (República Helénica). Nas insígnias atribuídas na época monárquica, a cruz era encimada por uma coroa real e o reverso tinha a figura do monarca outorgante. A fita da Ordem da Fénix é de cor laranja com bordos negros.

## Galeria

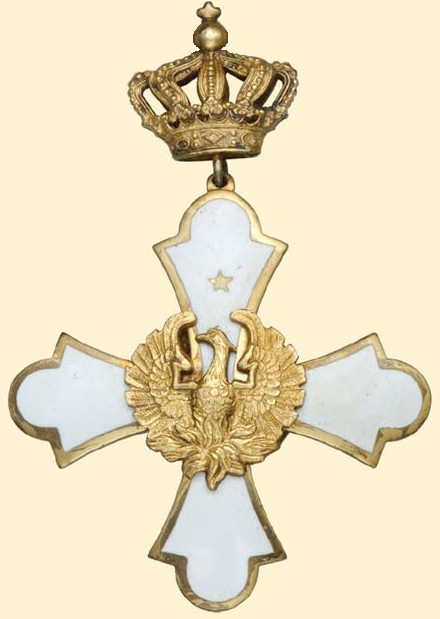
Monarquia - Distintivo da Ordem da Fénix.
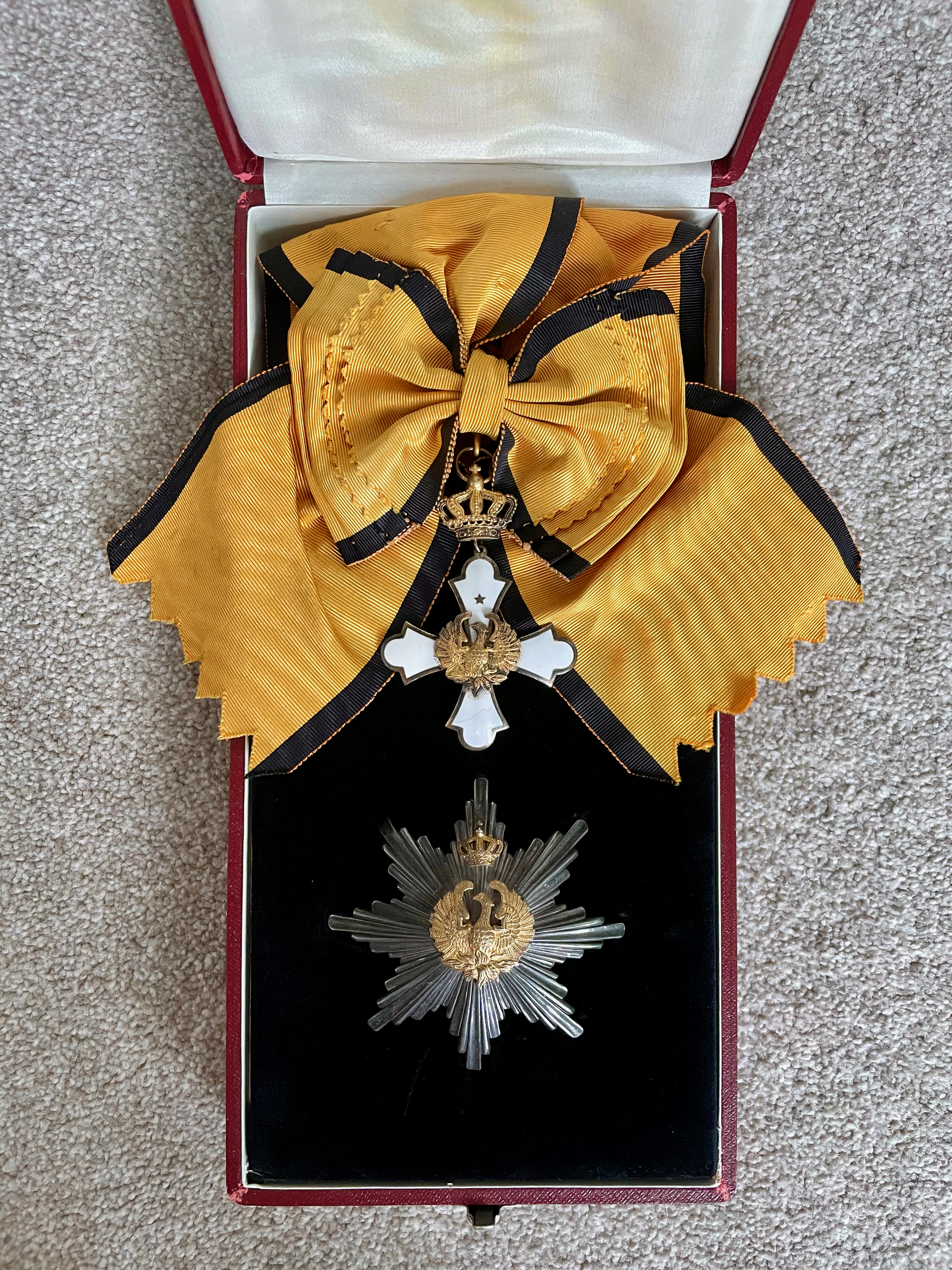
Monarchy - Order of the Phoenix - Grand Cross.
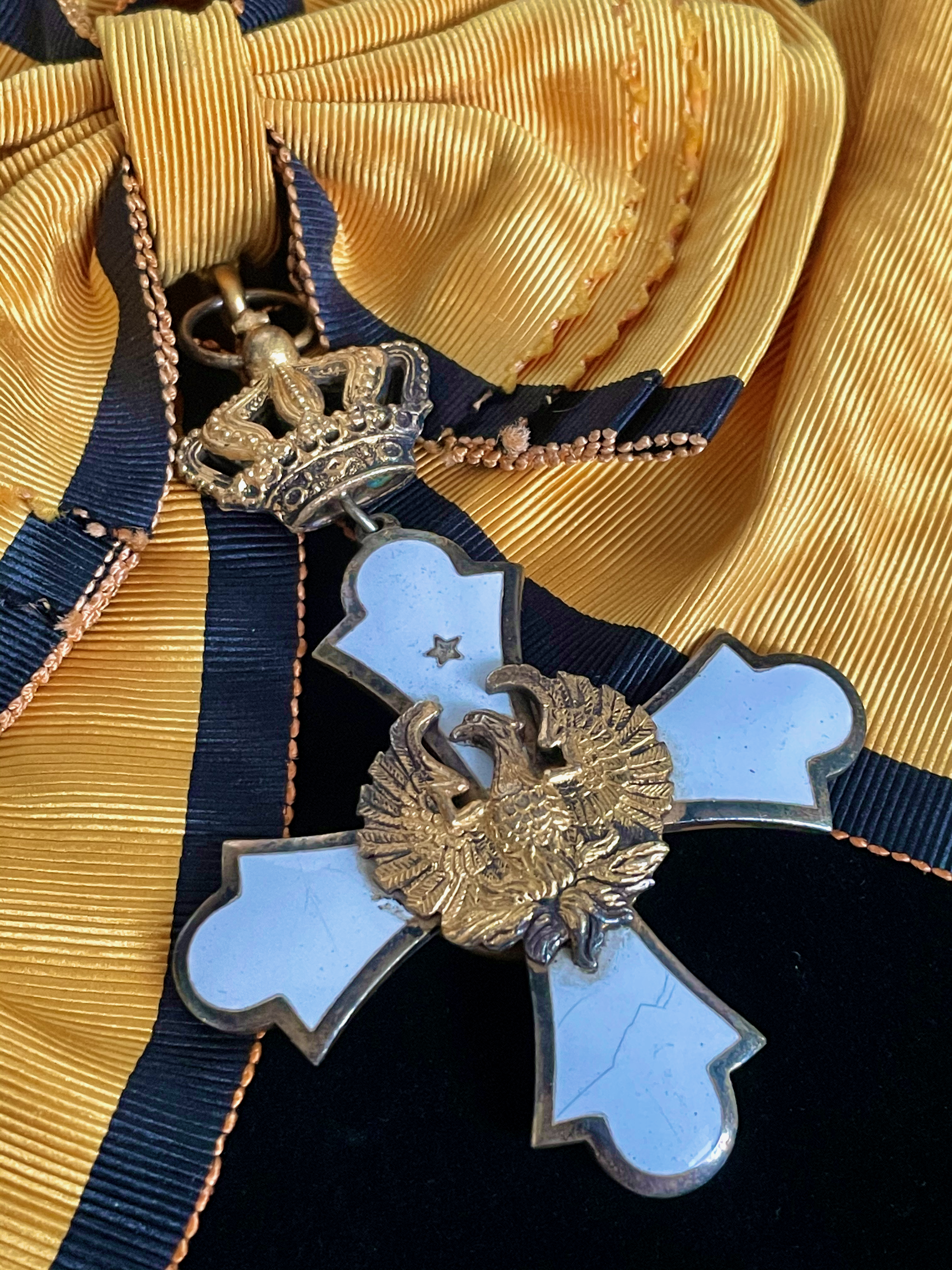
Monarchy - Order of the Phoenix - Grand Cross badge.
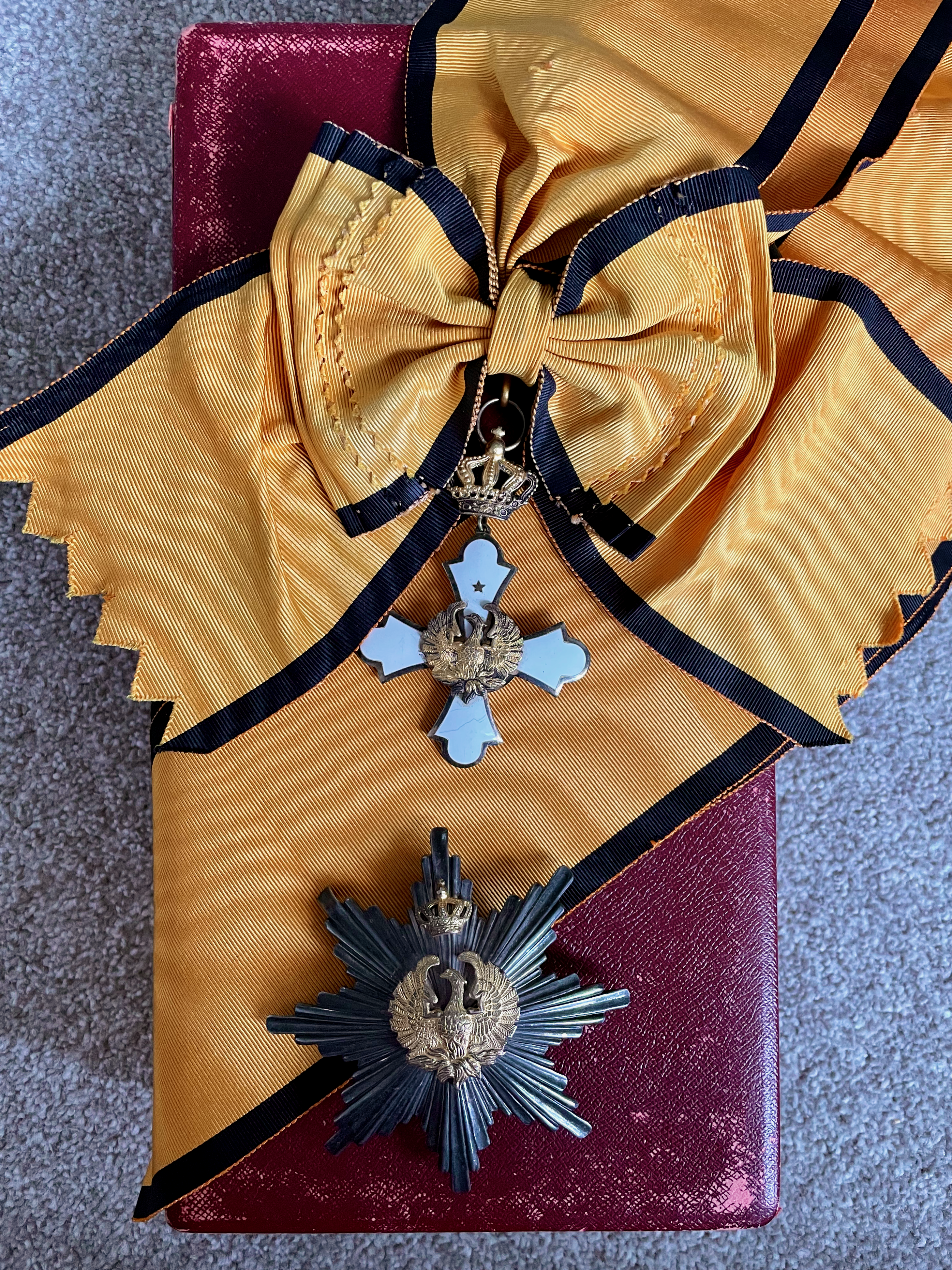
Monarchy - Order of the Phoenix - Grand Cross set.
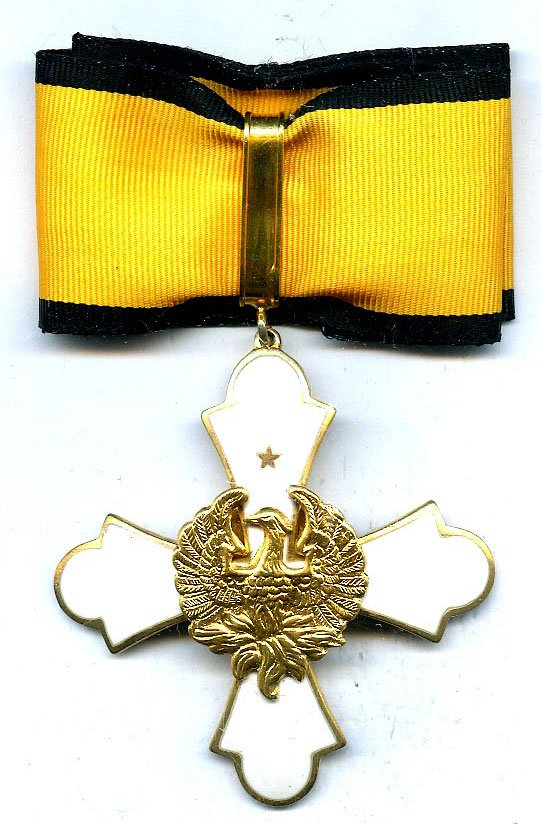
Republic - Order of the Phoenix, Third Class Commander.
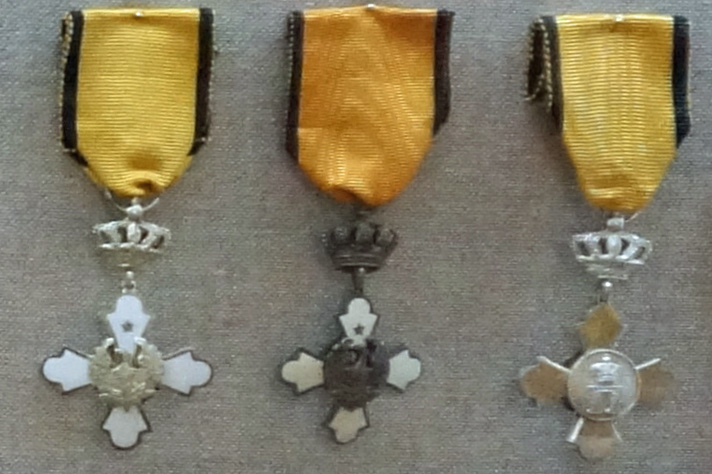
Monarchy - Three Knights Class crosses.
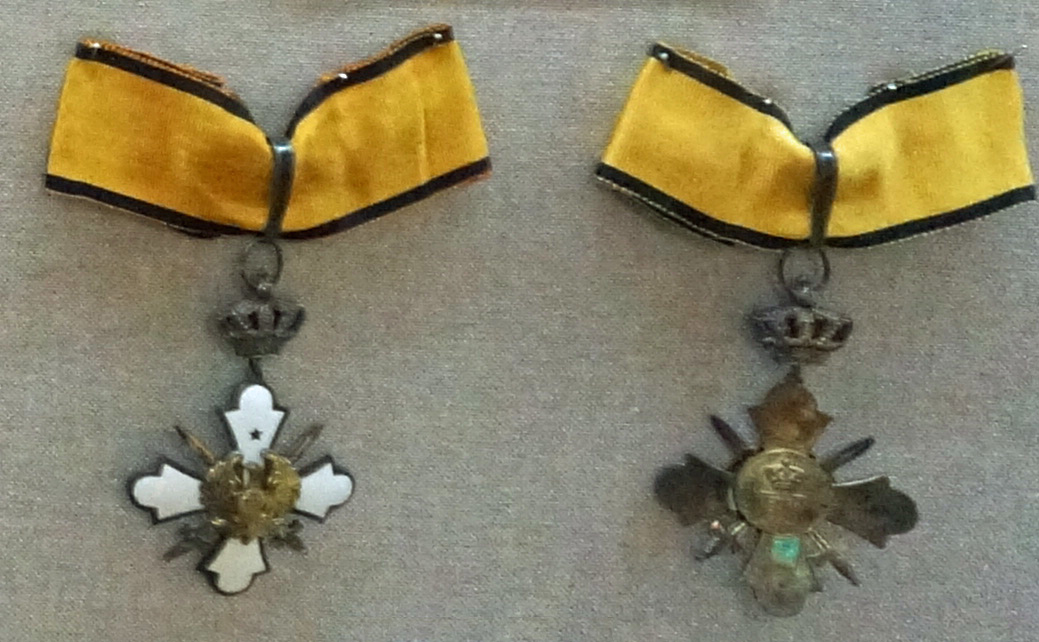
Monarchy - Third Class Commander with swords.
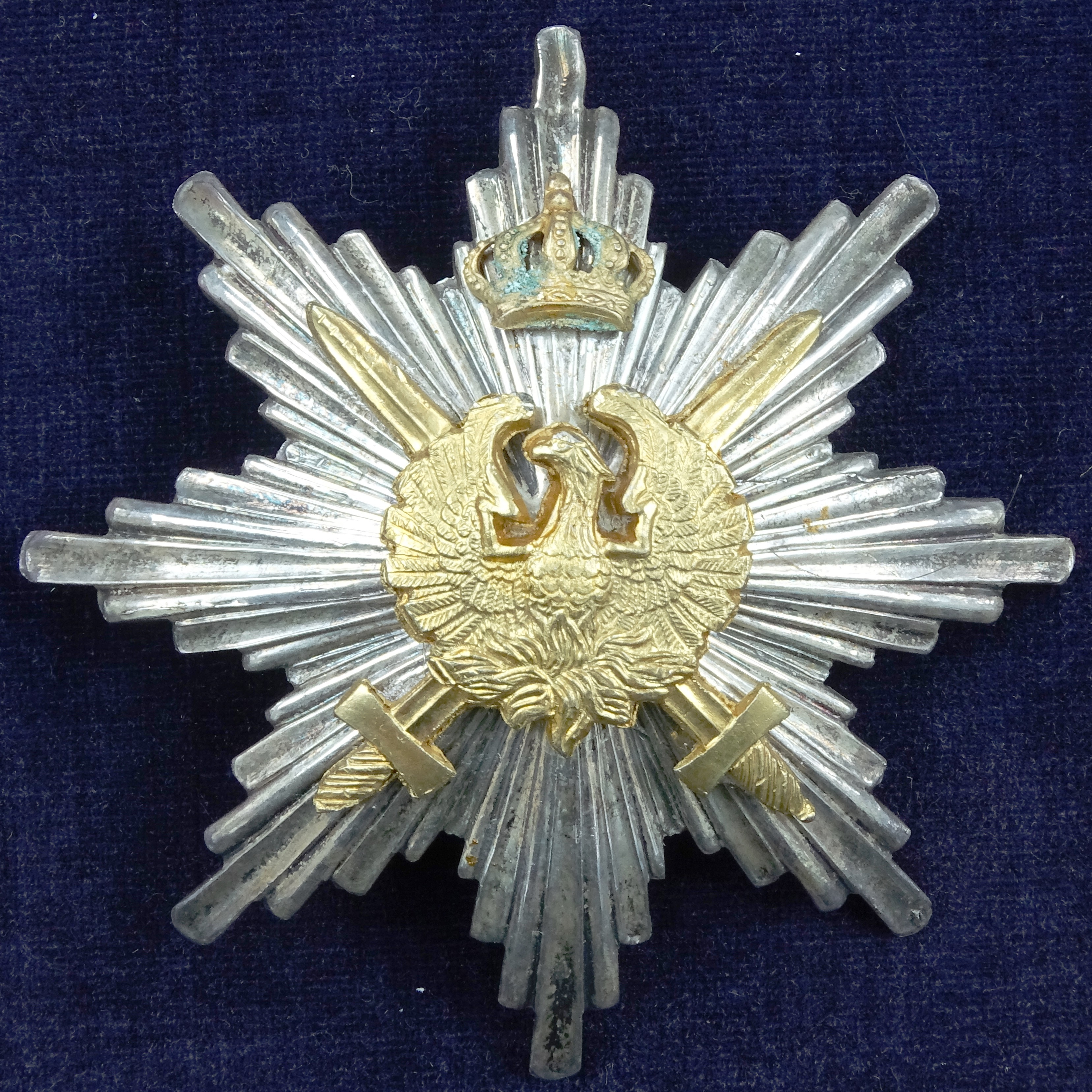
Monarchy - Grand Cross star with swords.
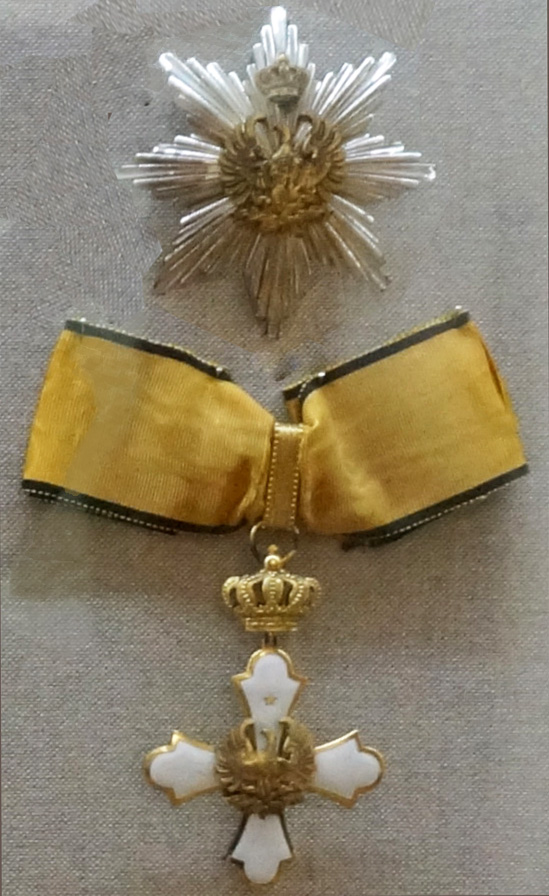
Monarchy - Second Class Grand Officer.
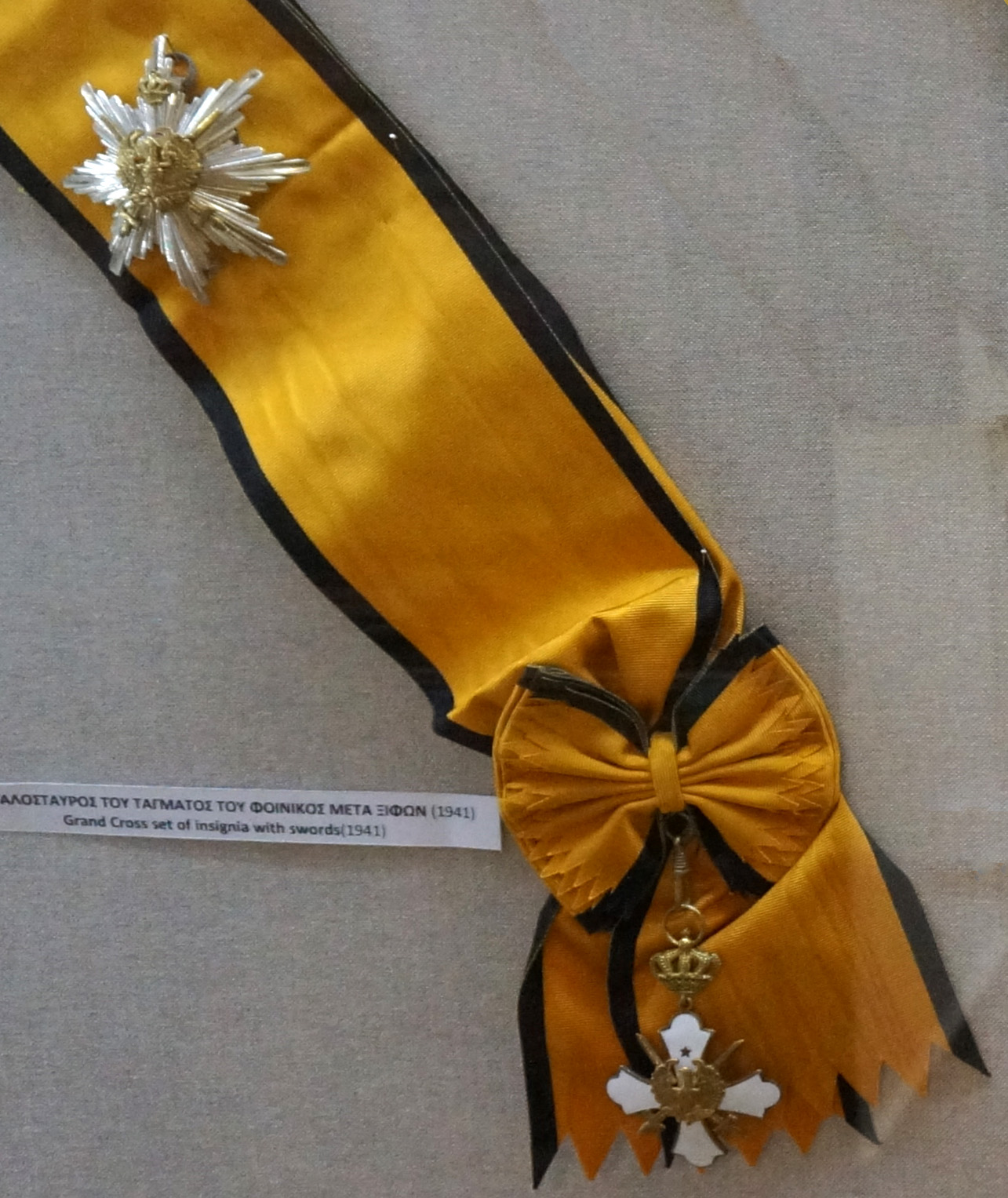
Monarchy - Grand Cross set with swords.